# Benetke (pokrajina)
Pokrajina Benetke (v italijanskem izvirniku Provincia di Venezia [provìnča di venècja]) je bila ena od sedmih pokrajin, ki so sestavljale italijansko deželo Benečija. Leta 2015 je bila ukinjena, nadomestilo pa jo je metropolitansko mesto Benetke.

## Večje občine
Glavno mesto so bile Benetke, ki štejejo okoli 270.000 prebivalcev, ostale večje občine so bile (podatki 31.12.2006):
| Občina            | Prebivalcev |
| ----------------- | ----------- |
| Benetke           | 268.736     |
| Chioggia          | 50.857      |
| San Donà di Piave | 40.014      |
| Mira              | 38.022      |
| Mirano            | 26.245      |
| Spinea            | 25.520      |
| Portogruaro       | 25.162      |
| Jesolo            | 23.988      |

## Naravne zanimivosti
Najbolj znana zanimivost pokrajine je seveda laguna, ki jo je UNESCO priznal skupaj z Benetkami za spomenik svetovne dediščine. Razprostira se preko 550 km² površine, od katere je samo 8 % kopnega (vključno z mestom Benetke) in 11 % več ali manj globokega morja (kanali). Ostala površina je blatna ravnica in slano močvirje.
Seznam zaščitenih področij:
- Naravni deželni park reke Sile (Parco naturale regionale del Fiume Sile)
- Naravni deželni park Lessinia (Parco naturale regionale della Lessinia)
- Naravni rezervat Bosco Nordio (Riserva naturale integrale Bosco Nordio)

## Zgodovinske zanimivosti
Ozemlje poznejše pokrajine Venezia je sorazmerno ozek (25 km) pas, ki zavzema okoli 120 km obale. Za časa Beneške republike se je to področje delilo v Dogado (= doževa posest, torej središče mesta Benetke) in Stato da Mar (= država na morju). To ozemlje je bilo do devetega stoletja pod Bizantinci, in sicer najprej pod Ravenskim eksarhatom do leta 751, nato formalno direktno pod Bizancem. Po sporih z Bizantinci in koncu četrte križarske vojne (1204) je Stato da Mar dosegel največji razmah, saj je zasedel skoraj polovico Bizantinskega cesarstva.
Ostali predeli republike, torej notranjost današnje dežele Benečija, so se imenovali Stato da Tera (= država na suhem) in so pred priključitvijo republiki pripadali Langobardom in dinastijama Este in Ezzelini.